# Diocesi di Fiumepiscense
La diocesi di Fiumepiscense (in latino: Dioecesis Flumenpiscensis) è una sede soppressa e sede titolare della Chiesa cattolica.

## Storia
Fiumepiscense, forse identificabile con le rovine di Kherbet-Ced-Bel-Abbas nell'odierna Algeria, è un'antica sede episcopale della provincia romana della Mauritania Sitifense.
Il primo vescovo noto di questa diocesi africana è documentato nel De schismate donatistarum di Ottato. Il donatista Ianuario fu uno dei responsabili, assieme a Felice di Zabi, degli eccessi causati dai donatisti dopo le leggi dell'imperatore Giuliano in loro favore, eccessi che causarono a Lemellefa la morte dei diaconi cattolici Primo e Donato all'interno della basilica cittadina.
Alla conferenza di Cartagine del 411, che vide riuniti assieme i vescovi cattolici e donatisti dell'Africa romana, partecipò per parte donatista il vescovo Restituto. A causa di una lacuna testuale, non è noto sapere il nome del vescovo cattolico di questa diocesi e nemmeno, poiché il nome della sede non è indicato, se si tratti di Restituto di Fiumepiscense o Restituto di Lari Castello.
Terzo vescovo noto di Fiumepiscense è Vittore, il cui nome appare al 25º posto nella lista dei vescovi della Mauritania Sitifense convocati a Cartagine dal re vandalo Unerico nel 484; Vittore, come tutti gli altri vescovi cattolici africani, fu condannato all'esilio.
Dal 1933 Fiumepiscense è annoverata tra le sedi vescovili titolari della Chiesa cattolica; dall'11 ottobre 2005 il vescovo titolare è Reinhard Hauke, vescovo ausiliare di Erfurt.

## Cronotassi

### Vescovi residenti
- Ianuario † (menzionato nel 362 circa) (vescovo donatista)
- Restituto † (menzionato nel 411) (vescovo donatista)

- Vittore † (menzionato nel 484)

### Vescovi titolari
- Salvador Albert Schlaefer Berg, O.F.M.Cap. † (25 giugno 1970 - 22 ottobre 1993 deceduto)
- Andreas Choi Chang-mou (3 febbraio 1994 - 9 febbraio 1999 nominato arcivescovo coadiutore di Gwangju)
- Odilon Guimarães Moreira (4 agosto 1999 - 22 gennaio 2003 nominato vescovo di Itabira-Fabriciano)
- Filomeno do Nascimento Vieira Dias (4 ottobre 2003 - 11 febbraio 2005 nominato vescovo di Cabinda)
- Reinhard Hauke, dall'11 ottobre 2005